# 1750-ті до н. е.

## Події
- Єгипет: правління фараонів XIII (Неферхотеп І) та XIV династій;
- Закони Хаммурапі.